# Dieter Villalpando
Dieter Daniel Villalpando Pérez (ur. 4 sierpnia 1991 w mieście Meksyk) – meksykański piłkarz występujący na pozycji ofensywnego lub środkowego pomocnika, reprezentant Meksyku, od 2024 roku zawodnik Juárez.

## Kariera klubowa
Villalpando jest wychowankiem akademii juniorskiej klubu CF Pachuca, jednak zanim został włączony do seniorskiej drużyny, grał w czwartoligowych rezerwach – Universidad del Fútbol – oraz kilkakrotnie był wypożyczany do zespołów filialnych grających w trzeciej lidze meksykańskiej – w przeciągu trzy i pół roku kolejno do Tampico Madero FC, Titanes de Tulancingo, Murciélagos FC i Linces de Tlaxcala. Po udanych występach na trzecioligowym szczeblu szkoleniowiec Enrique Meza przeniósł go do pierwszego zespołu Pachuki, w którym pierwszy mecz rozegrał w styczniu 2014 z Cruz Azul Hidalgo (1:1) w ramach krajowego pucharu (Copa MX). W Liga MX zadebiutował natomiast kilka dni później, 18 stycznia 2014 w wygranym 2:1 spotkaniu z Tijuaną, szybko zostając podstawowym zawodnikiem ekipy. Premierowego gola w najwyższej klasie rozgrywkowej strzelił 10 maja tego samego roku w przegranej 2:4 konfrontacji z Santosem Laguna, zaś na koniec swojego debiutanckiego, wiosennego sezonu Clausura 2014 zdobył z Pachucą tytuł wicemistrza kraju.
Wiosną 2015 Villalpando na zasadzie wypożyczenia został zawodnikiem klubu Tigres UANL z siedzibą w Monterrey, gdzie bez większych sukcesów i jako rezerwowy spędził pół roku. Bezpośrednio potem udał się na sześciomiesięczne wypożyczenie po raz kolejny, tym razem do ekipy Monarcas Morelia, z którą w 2015 roku zajął drugie miejsce w superpucharze kraju – Supercopa MX, jednak ponownie nie potrafił sobie wywalczyć miejsca w wyjściowej jedenastce. W styczniu 2016 – również na zasadzie wypożyczenia  przeniósł się do zespołu Club Atlas z miasta Guadalajara, gdzie występował przez niezbyt udane pół roku, po czym został wypożyczony po raz kolejny, tym razem do ekipy Chiapas FC z siedzibą w Tuxtla Gutiérrez.
| Sezon     | Klub                   | Kraj   | Rozgrywki        | Mecze    | Bramki   |
| --------- | ---------------------- | ------ | ---------------- | -------- | -------- |
| 2008/2009 | Universidad del Fútbol | Meksyk | Tercera División | 35       | 2        |
| 2009/2010 | CF Pachuca             | Meksyk | Liga MX          | juniorzy | juniorzy |
| 2010/2011 | Tampico Madero FC      | Meksyk | Segunda División | 22       | 3        |
| 2011/2012 | Titanes de Tulancingo  | Meksyk | Segunda División | 33       | 5        |
| 2012/2013 | Murciélagos FC         | Meksyk | Segunda División | 22       | 5        |
| 2013/2014 | Linces de Tlaxcala     | Meksyk | Segunda División | 13       | 6        |
| 2013/2014 | CF Pachuca             | Meksyk | Liga MX          | 21       | 1        |
| 2014/2015 | CF Pachuca             | Meksyk | Liga MX          | 17       | 1        |
| 2014/2015 | Tigres UANL            | Meksyk | Liga MX          | 8        | 0        |
| 2015/2016 | Monarcas Morelia       | Meksyk | Liga MX          | 10       | 0        |
| 2015/2016 | Club Atlas             | Meksyk | Liga MX          | 14       | 1        |
| 2016/2017 | Chiapas FC             | Meksyk | Liga MX          |          |          |